# دانیل مزنهولر
دانیل مزنهولر (انگلیسی: Daniel Mesenhöler؛ زادهٔ ۲۴ ژوئیهٔ ۱۹۹۵) بازیکن فوتبال اهل آلمان است.
از باشگاه‌هایی که در آن بازی کرده‌است می‌توان به باشگاه فوتبال دویسبورگ، باشگاه فوتبال یونیون برلین، و باشگاه فوتبال کلن اشاره کرد.
وی همچنین در تیم‌های ملی فوتبال Germany national under-16 football team، جوانان آلمان، جوانان آلمان، و زیر ۲۰ سال آلمان بازی کرده‌است.